# Холм Ала ад-Дина
Холм Ала ад-Дина (тур. Alâeddin Tepesi) — небольшое возвышение в центре турецкого города Конья. Холм имеет высоту 20 м над окружающим ландшафтом (1041 м над уровнем моря).

Холм Ала ад-Дина является древнейшим местом поселения людей на территории Коньи. В результате раскопок проводимых в 1941 году удалось установить, что первые поселения на холме возникли в эпоху раннего бронзового века примерно за 3000 лет до нашей эры. На холме сохранились следы фригийской, эллинистической, римской, византийской и сельджукской культур. На сегодняшний день Холм Ала ад-Дина является памятником истории и культуры, а также одной из главных достопримечательностей города Конья.

## История

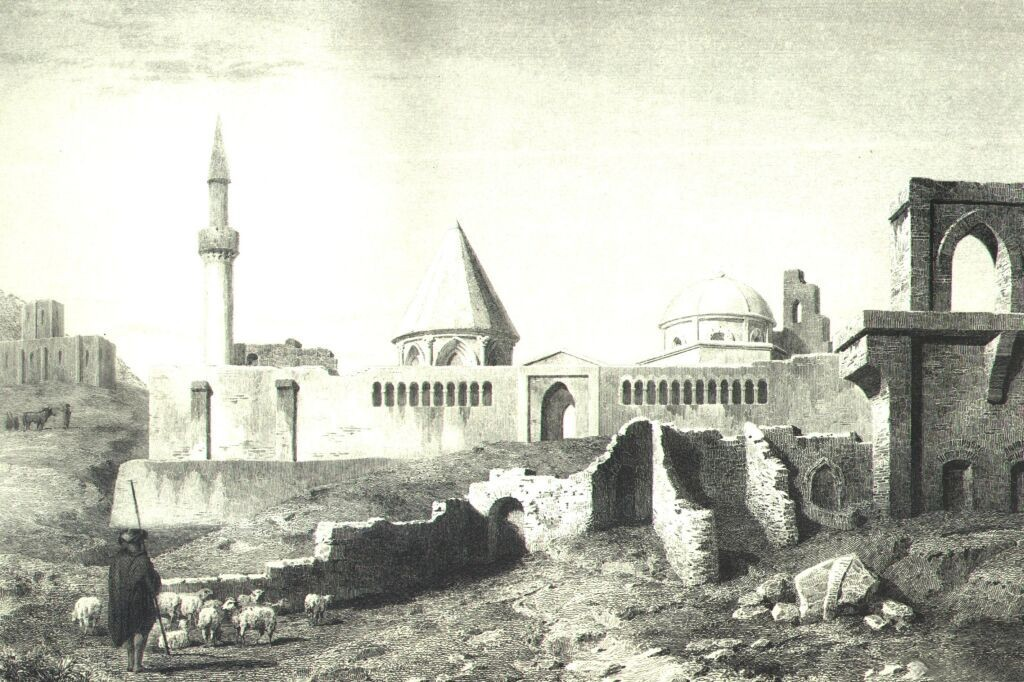
Мечеть Ала ад-Дина и руины султанского дворца в 1849 году

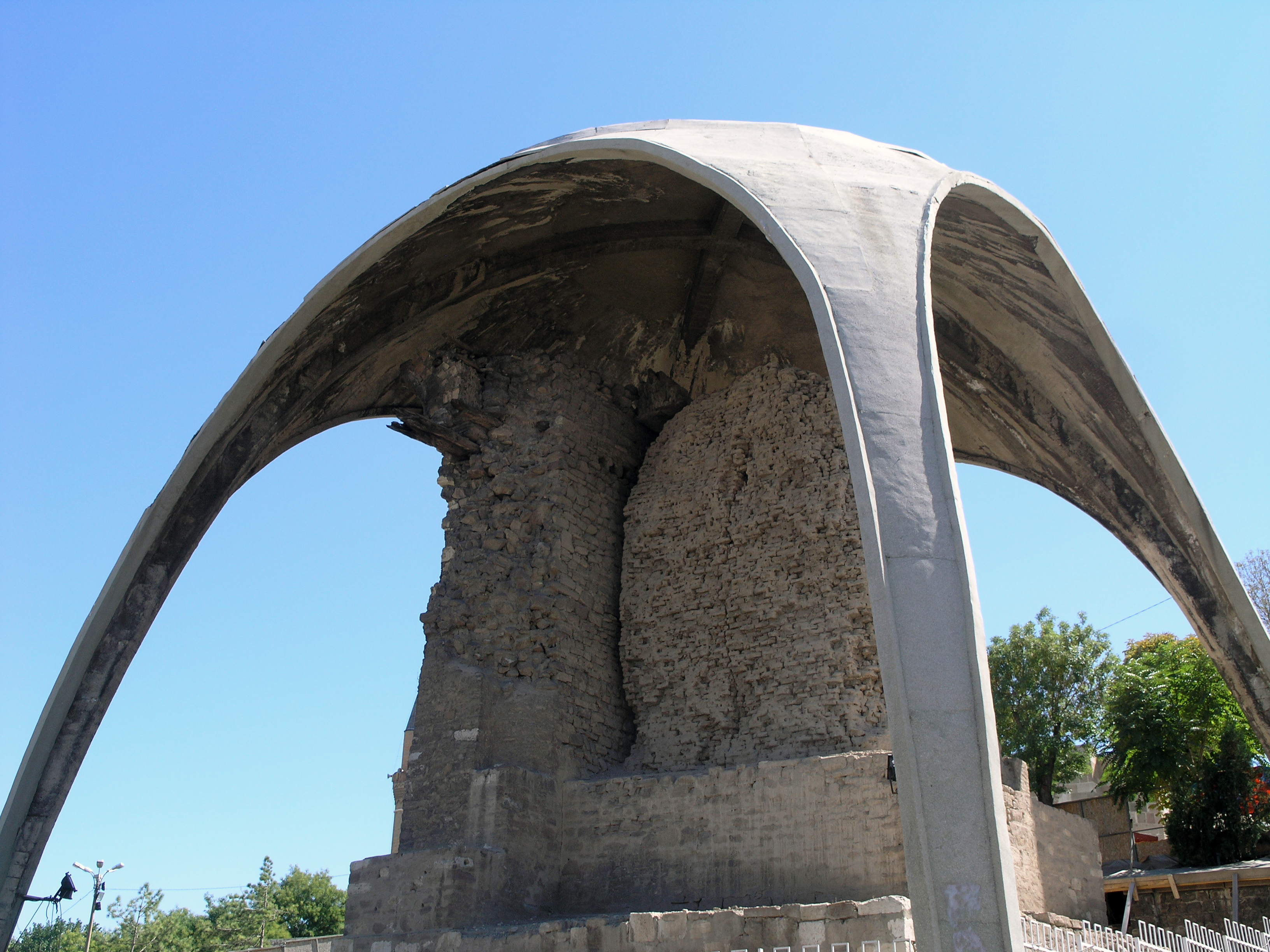
Руины дворца султана Кылыч-Арслана II

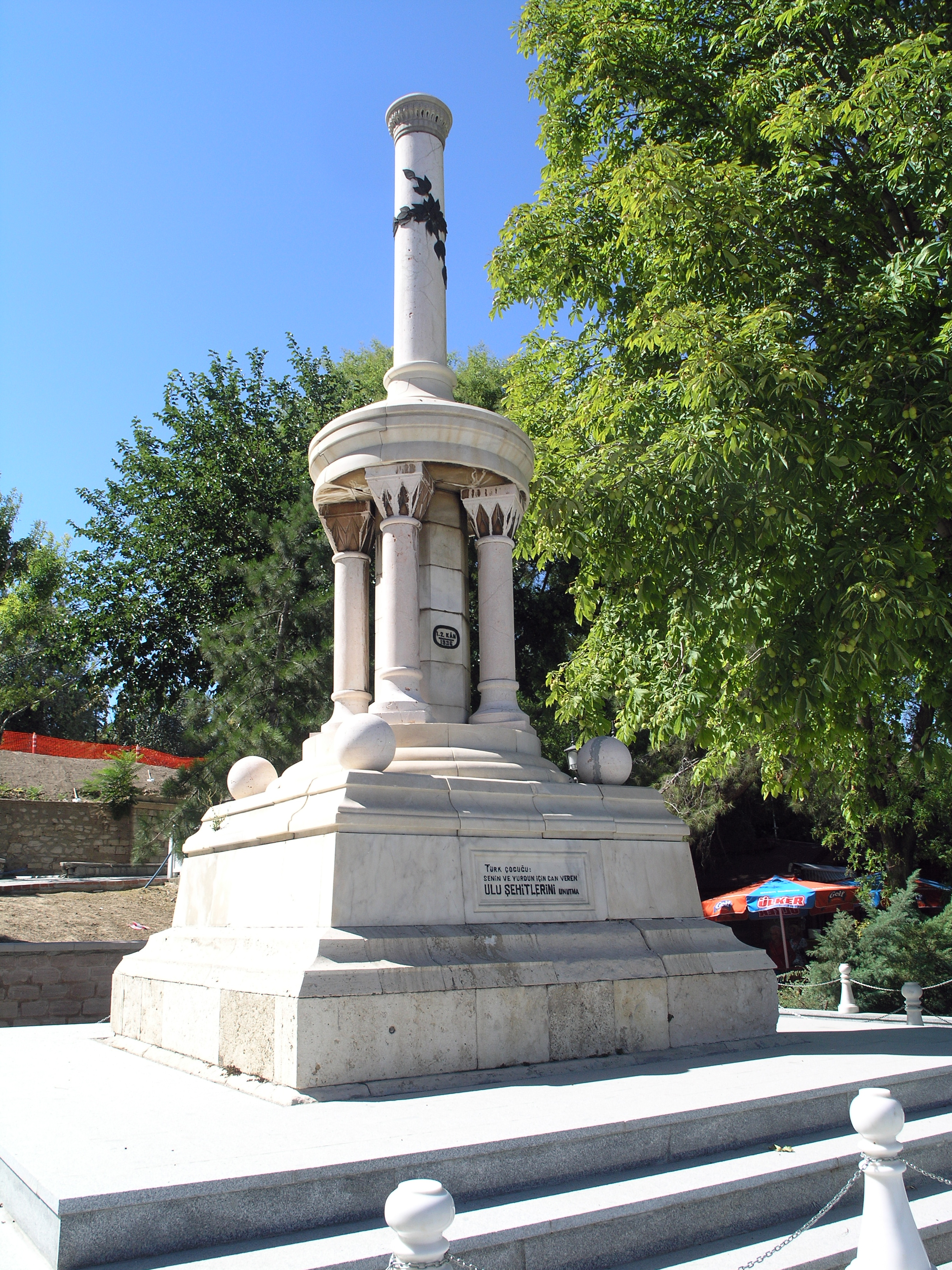
Памятник мученикам

Достоверно известно, что первые поселения на холме Ала ад-Дина возникли за 3000 лет до нашей эры. После распада Хеттского царства территория центральной Анатолии примерно в 1190 году до н. э. оказывается во власти фригийцев. Холм и формирующийся на нём город в это время получают наименование Kawania (Куванна). После фригийцев наступает время лидийцев, царство которых пало в 547 году до н. э. завоёванное персидским царём Киром II. Куванна входит в состав сатрапии Каппадокия.

В эллинистический период название города изменяется на Ikonion (Иконион). В византийскую эпоху Иконион становится административным центром региона центральной Анатолии. В это время городское строительство осуществляется уже за пределами, окружающего холма стен.

В конце XI века Иконион становится столицей империи анатолийских сельджуков. Сельджуки дают городу современное имя Конья, а империя именуется соответственно Конийским султанатом. В 1190 году в ходе Третьего крестового похода Фридрих I Барбаросса захватывает Конью и размещает там гарнизон, однако вскоре сельджуки отвоёвывают город обратно.

Во время правления султана  Масуда I византийская базилика на холме начинает перестраиваться в мечеть, которая становится султанской усыпальницей, а султаном Кылыч-Арсланом II строится султанский дворец. Несколько позже холм получает имя в честь султана Ала ад-Дина Кей-Кубада I, при котором империя сельджуков достигает наибольшего расцвета.

В 1908 году по распоряжению паши Коньи Ферида, на холме были построены резервуар для воды и фонтан. В 1936 году для подъёма на холм была построена парадная лестница, вверху которой находится памятник памяти мучеников, от которого открывается вид на музей Мевляны.